# Boutavent

Boutavent este o comună în departamentul Oise, Franța. În 1 ianuarie 2018 avea o populație de 116 de locuitori.